# Região da Floresta Negra do Norte
Região da Floresta Negra do Norte (em alemão:  Region Nordschwarzwald) é uma unidade administrativa na Região de Karlsruhe (Regierungsbezirk Karlsruhe) do estado sudoeste alemão de Baden-Württemberg. Sua área compreende Pforzheim e os distritos de Calw, Enzkreis e Freudenstadt, na parte nordeste da Floresta Negra.